# بريد داخلي
في المؤسسات الكبيرة التي تضم العديد من الموظفين، يوجد بشكل متكرر نظام بريد داخلي. تقوم غرفة البريد بفرز البريد الوارد ويقوم "صبي البريد" أو "موظف البريد" بنقله على عربة إلى صندوق إستقبال الرسائل المختلفة وتوجيهه مباشرة إلى مكاتب الزملاء الآخرين.

## غرفة البريد

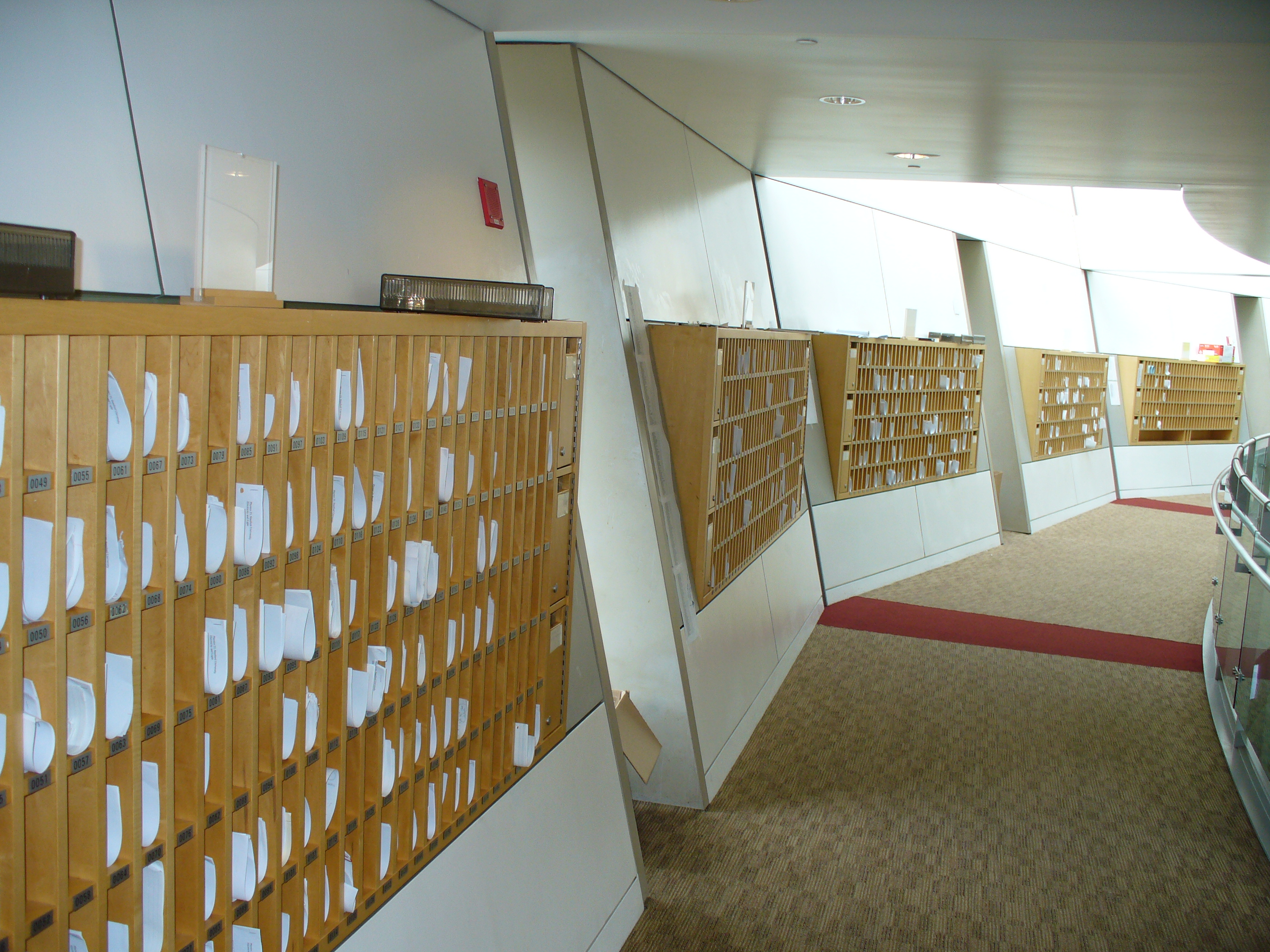
صناديق الرسائل على شكل بيت طيور الحمام في جامعة ستانفورد، كاليفورنيا، الولايات المتحدة الأمريكية.

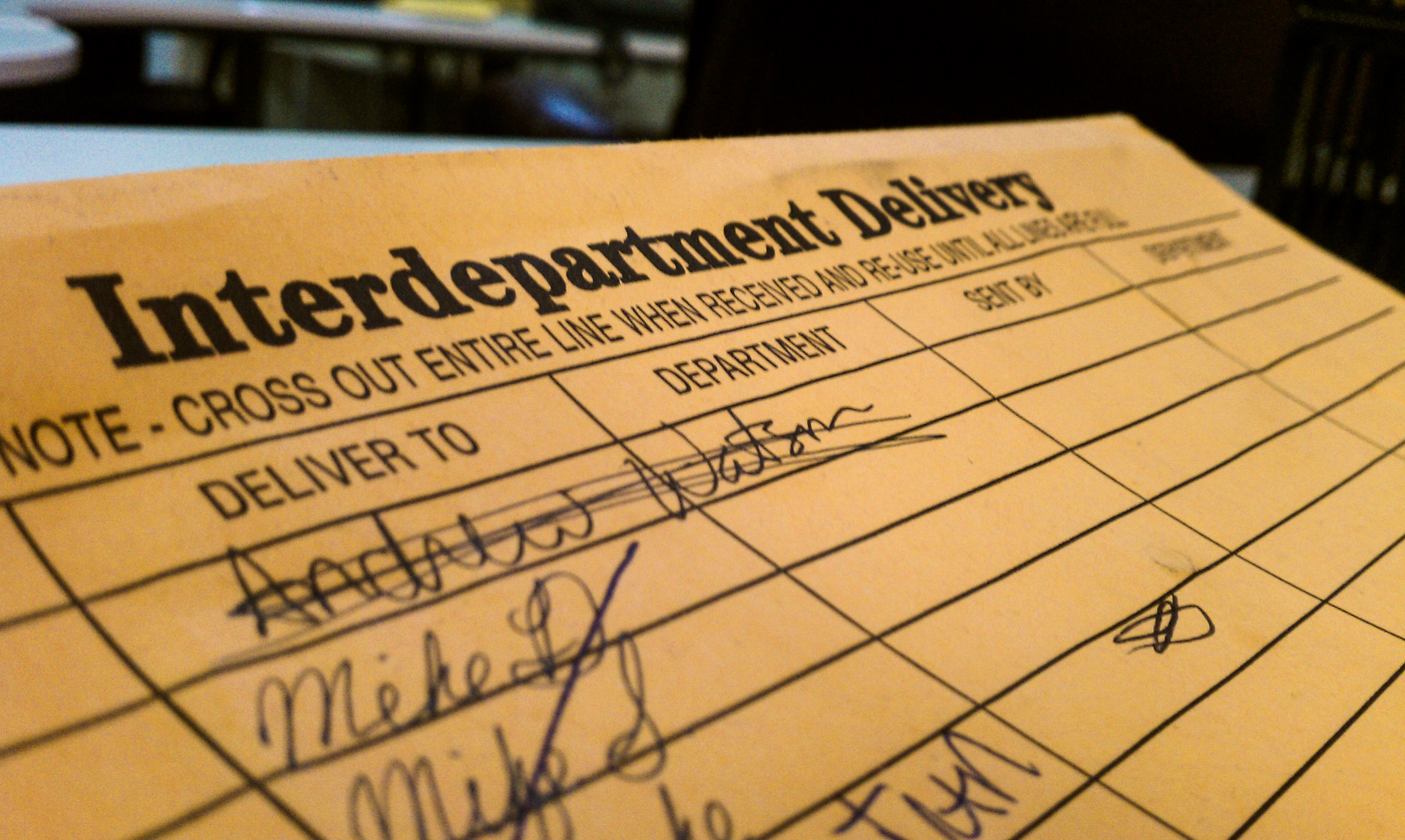
التسليم بين الإدارات - الظرف الداخلي للمكاتب

هذا هو اسم القسم أو الغرفة التي يتم فيها فرز البريد داخليًا داخل مؤسسة كبيرة. يتم استخدام غرفة البريد التي تسمى بالأنجليزية (Mailroom) بشكل أساسي من قبل الشركات الأمريكية وغرفة البريد التي تسمى بالأنجليزية (Post room) من قبل الشركات والمؤسسات البريطانية (مثل المستشفيات والجامعات).

## توزيع مركزي
هذا هو المكان الذي يتم فيه تسليم البضائع وتوزيعها منها. ترسل الحزم الصغيرة والرسائل المجمعة (مثل أكياس البريد) إلى غرفة البريد. غالبًا ما تكون البضائع ثقيلة وضخمة وقد تتطلب معالجة متخصصة (على سبيل المثال هشة)، ومعدات رفع (الرافعات الشوكية للمنصات النقالة) وأجهزة نقل (شاحنات الأكياس، وعربات النقل الآلية، والشاحنات الصغيرة، والأسرّة المسطحة) وبالتالي نادرًا ما يتم التعامل معها بواسطة غرفة البريد.

## بريد داخلي
هذا هو اسم البريد الذي يتم إرساله واستقباله بين الموظفين والإدارات. غالبًا ما يستخدم البريد الداخلي مظروفًا خاصًا يمكن إعادة استخدامه. ومن الشائع بالنسبة لهم أن يكون لديهم العديد من مربعات العناوين التي يتم استخدامها بالترتيب. المربع الأخير هو عنوان التسليم الحالي.
1. يقوم الموظف الذي لديه مكتب بوضع البريد في درجه الخارجي.
2. يقوم الموظف الذي ليس لديه مكتب بوضع البريد في خانة الاختيار لمستلم البريد أو البريد الداخلي المحدد.
3. يقوم عامل غرفة البريد بجمع البريد من الدرج الخارجي لكل مكتب وكذلك من قسم البريد الداخلي لكل قسم.
4. يقوم عامل غرفة البريد بفرز البريد حسب القسم باستخدام المحافظ الموجودة في عربته.
5. يقوم عامل غرفة البريد بزيارة كل قسم.
6. يتم وضع البريد في الدرج الخاص بالموظف المقصود أو في صندوق البريد الخاص به.

## بريد خارجي
هذا هو الاسم المستخدم لوصف البريد الذي يأتي من مؤسسة أخرى أو يذهب إليها.

### البريد الصادر
1. يقوم الموظف الذي لديه مكتب بوضع البريد في درجه الخارجي أو في خانة البريد التي تحمل علامة البريد الخارجي.
2. يقوم عامل البريد بجمع البريد من الدرج الخارجي ويجمع البريد من صناديق الأقسام التي تحمل علامة البريد الخارجي.
3. يقوم ساعي البريد بوضع البريد الخارجي في محفظة البريد الخارجية على عربته.
4. ساعي البريد يزور غرفة البريد.
5. يتم تمرير البريد الخارجي إلى مدير مكتب البريد أو كاتب بريد آخر.
6. يتم وزن البريد وختمه وتفريغه وما إلى ذلك ويتم جمعه بواسطة خدمة البريد الوطنية.

### البريد وارد
1. تقوم خدمة البريد الوطني بتسليم البريد مرة واحدة أو أكثر في اليوم.
2. يقوم مدير مكتب البريد أو موظف البريد بفرز البريد حسب القسم.
3. يجمع ساعي البريد البريد من غرفة البريد ويضعه في محفظة القسم المناسبة على عربته.
4. ساعي البريد يزور كل قسم.
5. يتم تسليم البريد إلى مكتب الموظف أو في قسمه.

## صندوق الرسائل
هذا هو نظام تسليم البريد على مستوى الأقسام للموظفين الذين ليس لديهم مكتب.

## صواني الرسائل
هذا هو المكان الذي يتم فيه تسليم البريد أو استلامه منه عندما يكون لدى الموظف مكتب. يحتوي كل مكتب على ما لا يقل عن ثلاث صواني رسائل مكتوب عليها، داخل وخارج ومعلق. الدرج هو المكان الذي يتم فيه استلام البريد. الدرج الخارجي هو البريد الذي ينتظر تجميعه. الدرج المعلق مخصص للمستندات التي لا يمكن العمل عليها في الوقت الحالي نظرًا لأن الإدخال من شخص آخر مطلوب، أو أن الطلبات ذات أولوية منخفضة. في بعض الأحيان يتم استخدام أدراج إضافية للنشر وحفظ الملفات والإملاء وما إلى ذلك وفقًا لاحتياجات الفرد أو المؤسسة.

## مدير مكتب البريد
يعمل هذا الشخص عادةً بشكل مستقل ويكون مسؤولاً عن البريد الوارد والصادر للشركة. إنهم مسؤولون عن غرفة البريد وجميع الموظفين الذين يعملون هناك.

## كاتب غرفة البريد
يُعرف الشخص الذي يعمل في غرفة البريد بموظف غرفة البريد أو مشغل غرفة البريد. يتعامل كاتب غرفة البريد مع إعداد البضائع المعبأة والرسائل والبريد الآخر للشحن عن طريق مكتب البريد المحلي أو عن طريق خدمة شحن مستقلة. قد تكون وظيفة كاتب غرفة البريد في شركة خاصة، أو وكالة حكومية، أو مجموعة غير ربحية، أو عملية عسكرية. في بعض الشركات الصغيرة، توجد صناديق الحمام في منطقة الاستقبال، لذا قد يتولى موظف الاستقبال هذا الدور.

## صبي البريد
صبي البريد هو اسم أمريكي تقليدي لموظف غرفة البريد الذي يقوم بجمع البريد وتسليمه داخل مؤسسة كبيرة. يقوم "صبي البريد" بتسليم البريد للموظفين الآخرين في أقسام مختلفة باستخدام عربة بريد أو عربة غالبًا ما يتم فرزها أثناء تنقله باستخدام الحقائب أو المحافظ التي تشكل جزءًا من العربة. عادةً ما تكون هذه الأدوار هي الأدوار الأصغر، ويبدأ العديد من الموظفين هنا حتى يتمكنوا من التعرف على المنظمة بأكملها، والتعرف على الجميع بسرعة، ومن ثم تحديد المكان في المؤسسة التي يرغبون في التدريب والعمل فيها. في مكان العمل الحديث، يعد هذا الدور مناسبًا للأشخاص الذين يعانون من صعوبات في التعلم ويساعد المؤسسة على تلبية الحصص التشريعية. يتم استخدام عربة ذات فتحات عديدة بشكل متكرر بحيث يمكن إجراء الفرز أثناء قيام العربة بجولاتها، مما يقلل من كمية البريد التي يجب فرزها في غرفة البريد.

## أنظمة آلية
تستخدم بعض الشركات نظامًا آليًا للمساعدة في البريد. تحمل المسارات التي تدور حول المبنى البريد بين غرفة البريد وغرف بريد الأقسام أو مناطق الاستقبال. يتم وضع البريد والطرود الصغيرة على "شاحنات" أو "عربات" مبرمجة حسب الوجهة.

## أنظر أيضا
- مركز الخدمات البريدية
- غرفة البريد الرقمية
- مكتب البريد
- خدمات بريدية
- بريد
- مكتب الفرز